# Sifem
Le Salon International de la Femme a été créé en 1989 par un groupe de visionnaires dynamiques. Il a eu lieu en Afrique, à Lomé, la capitale du Togo et a permis de révéler des grands noms de la musique, de la mode et des arts.

## Historique
Organisé en 1989 en association avec la Chambre de Commerce et d’Industrie du Togo, le groupement des femmes d’affaires du Togo sur l’initiative d’hommes d’affaires locaux, ce Salon a vu la participation d’une cinquantaine de pays, de 500 exposants et plus de 200 000 visiteurs et acheteurs.
En marge du volet « business », cette édition avait connu des manifestations telles que :
- Des conférences (abordant des thèmes répondant aux préoccupations commerciales et socio-économiques des femmes) ;
- Une exposition d’art culinaire (avec dégustation des spécialités gastronomiques des pays participants) ;
- Des présentations de coiffure (à travers une quarantaine de modèles) ;
- Un concert (réunissant des artistes de la chanson togolaise, ivoirienne, camerounaise et béninoise) ;
- Un défilé de mode (riche en couleurs avec des modèles faits en tissus traditionnels et modernes dont l’originalité avait émerveillé le public) ;
- Une soirée de gala (clôturant le salon et au cours de laquelle exposants, organisateurs, personnalités de haut rang, chefs d’entreprise se sont retrouvés après une semaine d’intenses activités).

La réussite de cet événement a été unanimement appréciée au point où en 1992, l’UNESCO et en 2005, l’Union Africaine ont placé cet événement parmi les plus grandes manifestations culturelles de grande envergure du continent africain au cours du XXe siècle,.

## Les centres d’intérêt des femmes
Plusieurs centres d’intérêt relatifs à la vie de la femme sont abordés sous forme de conférences par le Salon International de la Femme.
- La Femme dans l’exercice du pouvoir exécutif
  - La Femme Chef d’État
- La place de la Femme dans les décisions juridiques et sa contribution à l’instauration des droits humains
  - La Femme et la loi
  - La Femme et le droit humain
  - La Femme et le droit international
- La contribution de la Femme à l’économie, au développement et au commerce international
  - La Femme et le développement
  - La Femme et l’économie
  - La Femme et le commerce et l’industrie
  - La Femme et la finance
  - La Femme et le monde des affaires
- La Femme et les technologies au XXIe siècle
  - La Femme et les technologies de l’information et de la communication
  - La Femme et la sécurité et le terrorisme
  - La Femme et les médias
  - La Femme et les télécommunications
- Le concours de la Femme dans les secteurs de la santé et de l’épanouissement familial
  - La Femme et la famille
  - La Femme et la santé
  - La Femme et la sexualité
- L’Intégration de la Femme dans le contexte de la poussée religieuse et de la révolution culturelle
  - La Femme et la religion
  - La Femme et la culture
- Quelle place attribuer à la Femme dans la sphère de l’éducation ? Quel-s rôle-s revêtira la Femme dans l’avenir ?
  - La Femme et l’environnement
  - La Femme et l’éducation
- L’horizon d’attente : la Femme, avenir de l’Humanité